# Джон Макаллістер Скофілд
Джон Макаллістер Скофілд (англ. John McAllister Schofield; 29 вересня 1831 — 4 березня 1906) — американський військовий діяч, який займав кілька головних посад в армії Союзу під час Громадянської війни в США, генерал-лейтенант. Пізніше він служив в якості військового міністра США і головнокомандувачем армії США.

## Ранні роки
Скофілд народився в Джері, Нью-Йорк, в родині Джеймса Скофілда і Кароліни Макаллістер. Його брат, Джон Уілер Скофілд, згодом розробить револьвер, відомий як «Револьвер Скофілда».
У 1853 році він закінчив академію Вест-Пойнт сьомим з курсу в 52 кадета, і був визначений в артилерію у тимчасовому званні молодшого лейтенанта. В останній рік навчання його звинуватили в тому, що він, будучи помічником професора математики, допускав у своєму класі образливі жарти. Скофілда відрахували з академії, але він звернувся за допомогою до військового секретаря і за його сприяння офіцери академії проголосували за повернення Скофілда. Проти голосував лише Джордж Томас, в майбутньому — генерал, командир Скофілда. Існує припущення, що післявоєнний конфлікт Скофілда і Томаса почався саме в цей час.
Скофілд прослужив два роки в артилерії, з 1855 по 1860 служив у Вест-Пойнті асистентом професора експериментальної філософії, а з 1860 по 1861 рік працював професором фізики в університеті Вашингтона в Сент-Луїсі, Міссурі.

## Громадянська війна
Коли почалася війна, Скофілд став майором в полку міссурійців-волонтерів і служив начальником штабу генерал-майора Натаніеля Лайона, поки Лайон не загинув у битві при Уилсонс-Крик в серпні 1861 року. Скофілд добре проявив себе в тому бою і в 1892 році йому присвоїли Медаль Пошани за хоробрість у той день.
21 листопада 1861 року Скофілда підвищили до бригадного генерала, а 29 листопада 1862 — до генерал-майора. З 1861 по 1863 рік він командував різними частинами в Транс-Міссісіпском театрі, в основному — тридивізіонною Прикордонною Армією. Одного разу він був усунений від служби на сході через конфлікт з його командиром Семюелем Кертісом.
17 квітня 1863 року він став командувати 3-ю дивізією XIV корпусу Камберлендскої армії. У 1864 році став командиром Огайской армії (після травми у Джона Фостера) і брав участь у битві за Атланту під керівництвом Шермана. У битві при Ресаке його фронтальна атака позицій противника провалилася, але в битві біля гори Кеннесо саме наступ його корпусу створило реальну загрозу Теннессийской армії і змусило Джонстона залишити позиції.
Після падіння Атланти Шерман вирушив на Схід, а армію Скофілда залишив у Теннессі, підпорядкувавши Джорджу Томасу. 30 листопада Джон Белл Худ атакував Скофілда, що призвело до бою при Франкліні, але Скофілд зумів втекти і приєднатися до армії Томаса. 15-16 грудня Скофілд розділив з Томасом славу перемоги при Нешвіллі. Однак, перед битвою Скофілд інтригував проти Томаса, відправляв Гранту компрометуючу інформацію про Томаса, сподіваючись зайняти його місце. За свої дії під Франкліном він отримав (30 листопада) звання бригадного генерала регулярної армії і тимчасове звання генерал-майора (13 березня 1865).

## Повоєнна діяльність
Після війни Скофілд був посланий з дипломатичною місією до Франції, щоб розібратися з фактом присутності французьких військ в Мексиці. Під час реконструкції президент Ендрю Джонсон направив його служити військовим губернатором Вірджинії.
З червня 1868 по березень 1869 він служив військовим міністром. Це сталося після того, як президент Джонсон змусив піти у відставку Едвіна Стентона. Скофілд служив тимчасово виконуючим обов'язки, поки Сенат не затвердив на цю посаду Аарона Роулінса. В 1870 році він опублікував статтю з критикою дій генерала Джорджа Томаса під час війни, який помер під час написання відповіді.
У 1873 році військовий міністр Вільям Белкнап доручив йому секретне завдання — з'ясувати стратегічний потенціал присутності США на Гавайських островах. У рапорті Скофілд радив заснувати військово-морський порт у бухті Перл-Харбор.
C 1876 року Скофілд служив суперінтендантом академії Вест-Пойнт. У 1878 президент Хейс попросив його відновити слідство по справі генерал-майора Джона Портера, який був звинувачений трибуналом в боягузтві і непокорі під час Другої битви при Бул-Рані. Комісія Скофілда привернула до слідства безліч нових свідків, у тому числі з генералів Конфедерації, і прийшла до висновку, що Портер був невинно засуджений, та що його дії насправді врятували всю федеральну армію від розгрому, до якого вели її некомпетентність генералів Макдауелла і Поупа.
З 1888 до відставки в 1895 році Скофілд служив головнокомандувачем армії США. 4 березня 1869 року він став генерал-майором, а 5 лютого 1895 року — генерал-лейтенантом. Він пішов у відставку 29 вересня 1895 року, досягнувши гранично допустимого на службі віку — 64 роки.
Він помер у Сент-Августині у Флориді і був похований на Арлінгтонському кладовищі. У 1897 році були опубліковані його мемуари: «Сорок шість років у армії». До своєї смерті Скофілд був останнім живим представником кабінету Ендрю Джонсона.

## Вручення Медалі Пошани
Майор, 1-й міссурійський піхотний полк. Місце і час: при Вільсонс-Крик, серпень 10, 1861. Вступив на службу: в Сен-Луїсі. Народився: 29 вересня 1831 в Джері, Нью-Йорк. Дата вручення: 2 липня 1892.
Обґрунтування:
Відважно вів полк у успішну атаку на супротивника.
Скофілд сам себе рекомендував до нагородження, коли служив Військовим Секретарем (1868—1869). Історик Бенсон Бобрик писав: «він нагородив сам себе Медаллю Пошани (врученою 1892) за незадокументовану доблесть при Вільсонс-Крик»